# Fénis
Fénis ist eine italienische Gemeinde in der Region Aostatal, etwa 16 km östlich von der Stadt Aosta. Die 1769 Einwohner (Stand 31. Dezember 2023) werden Fenisani (it.) oder Fénisans (französisch) genannt. Fénis liegt auf der orographisch rechten Seite der Dora Baltea. Die Gemeinde liegt auf einer Höhe von 541 m s.l.m. und hat eine Größe von 68 km².
Fénis besteht aus den Ortsteilen Tillier, Fagnan, Chez Sapin, Chez Croiset, Cors, Barche, Misérègne, Les Crêtes, Chénoz, Perron, Pléod, Pommier und Baraveyes.
Die Nachbargemeinden sind Chambave, Champdepraz, Champorcher, Cogne, Nus, Saint-Marcel und Verrayes.

## Sehenswürdigkeiten

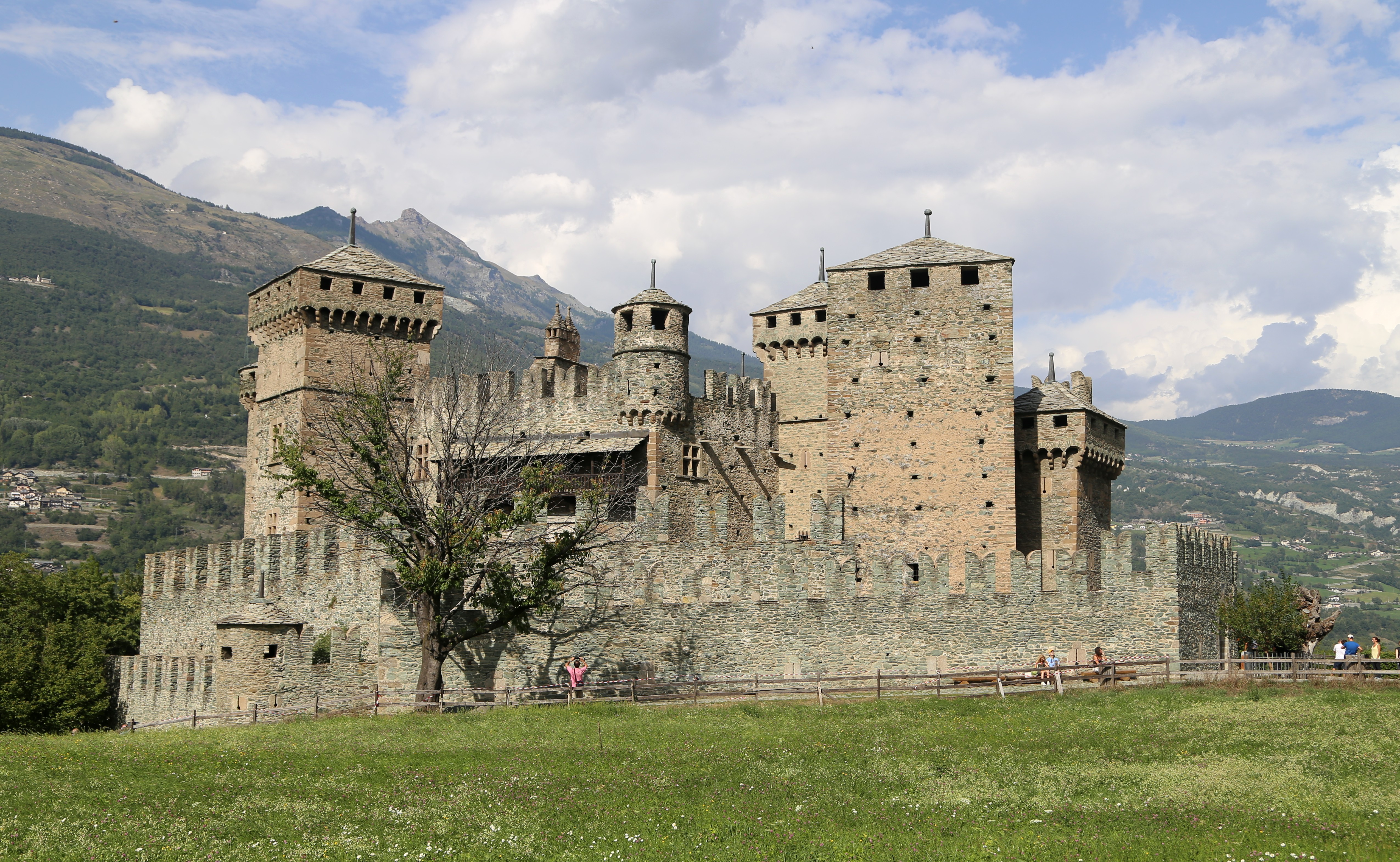
Castello di Fénis

Fénis ist insbesondere bekannt für die ab den 1240er Jahren errichtete Castello di Fénis, der bedeutendsten Burganlage im Aostatal.